# Тургояк (озеро)
Тургояк (рос. Тургояк) - озеро у Челябінській області Росії, друге за чистотою озеро Росії, визнана пам'ятка природи.

## Етимологія
Швидше за все, назва озера походить з башкирської мови. Переконливого тлумачення топоніму досі не запропоновано. Одна з найбільш правдоподібних версій свідчить, що спочатку озеро називалося Турге як кул, тобто «озеро, що знаходиться на узвишші, наверху». Ця версія узгоджується з тим, що затиснутий між хребтами Тургояк розташований помітно вище всіх сусідніх озер. Також поширена версія про те, що озеро отримало свою назву від старовинної легенди про кохання юнака Тура і дівчини Гояк.
Назви однойменних селища і національного парку походять від назви озера.

## Основні дані

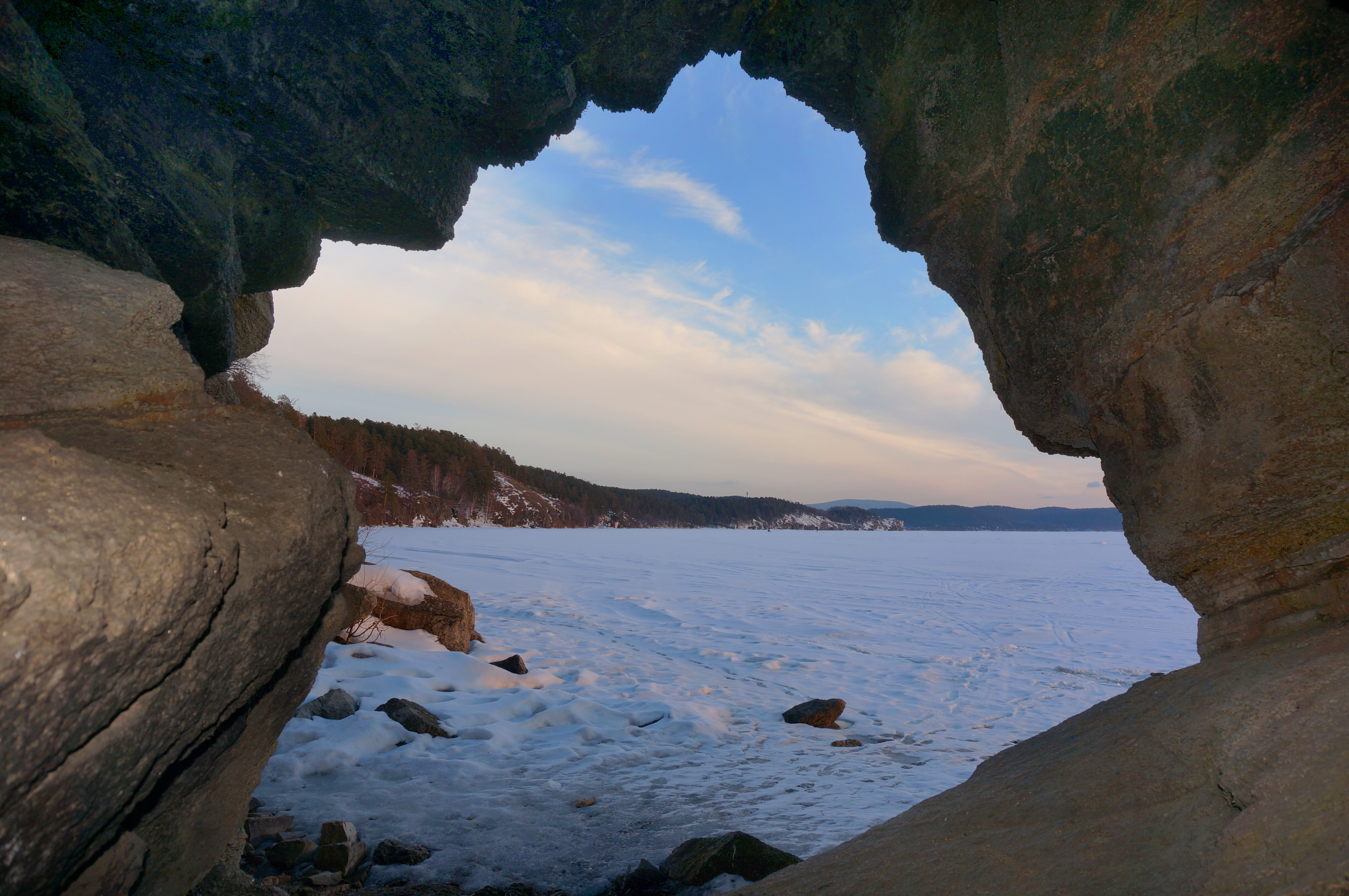

Площа акваторії 2 638 га. Гідрографічна мережа представленарічками Липівка, Бобрівка, Кулішевська, Пугачовка загальною протяжністю 15,2 км. На території водозбору розташовано також озеро Інишко, що має гідравлічний зв'язок з Тургояк. Основну роль у живленні озера грають ґрунтові води.
Живлення всіх водоносних горизонтів відбувається шляхом інфільтрації атмосферних опадів, а також за рахунок невеликих річок і струмків, що впадають в озеро.
Площа водозбору озера становить 476 км², водозбір має протяжність з півночі на південь 12,5 км, зі сходу на захід — 11,0 км.
Площа водної поверхні озера — 26,4 квадратних кілометра. Середня глибина — 19,1 м, максимальна глибина — 36,5 м. Вода озера має високу прозорість, яка становить від 10 до 17,5 м.
Тургояк — друге по прозорості озеро Росії.

## Вода
Озеро містить найчистішу природну воду, за якістю близьку до байкальської. В силу оліготрофность озеро вразливе до антропогенного впливу (забруднення, відбір води для водопостачання Міаса). За спостереженнями вчених за період 1987—1997 років якість води погіршилася, крихкій екосистемі озера завдано істотної шкоди. Свіжіших досліджень не проводилося, але за минулий час кількість баз відпочинку на озері лише збільшилася.
Рівень озера схильний до суттєвих коливань, причина яких до кінця не встановлена.
Останній максимальний рівень озера припав на 2007 рік. (Раніше в 1964 р)
Останній мінімальний рівень озера припав на 1981 рік.
Перепад склав 2,5 м.
Залежно від рівня на озері можна нарахувати 10-12 островів. Найбільші з них — о. Віри (Пінаєвський), при низькому рівні водиз це півострів, п-в Хрестовий — у велику воду це острів, о. Вел. Інишевський в малу воду з'єднується з Мал. Інишевським, о. Чайки, о. Зміїний — в малу воду це півострів. Дрібні острови: Чорна Кур'я, Кам'яна Кур'я, Липова Кур'я, Мухорінська Кур'я, Інишевская Кур'я.

## Археологія
На озері знайдені сліди перебування доісторичних людей. Найбільш відомими з них є мегаліти острова Віри.
Туризм широко розвинений. На узбережжі озера знаходяться безліч пансіонатів і баз відпочинку.